# Uniwersytet Medyczny i Farmaceutyczny Iuliu Hațieganu
 Uniwersytet Medyczny i Farmaceutyczny Iuliu Hațieganu (ro: Universitatea de Medicină și Farmacie „Iuliu Hațieganu”) – rumuńska publiczna uczelnia medyczna, zlokalizowana w Klużu.
Za datę powstania uczelni przyjmuje się roku 1919, w którym na Uniwersytecie w Klużu (obecnie Uniwersytet Babeș-Bolyai) utworzono Wydział Medycyny. Pierwszym dziekanem został Iuliu Hațieganu, późniejszy rektor uniwersytetu. W latach 1940–1946 Wydział Medyczny został przeniesiony do Sybina. W 1948 roku Wydział Medyczny został wydzielony ze struktury Uniwersytetu jako niezależna jednostka – Instytut Medyczno-Farmaceutyczny, złożony z pięciu Wydziałów: Wydziału Medycyny Ogólnej, Wydziału Pediatrii, Wydziału Stomatologii oraz Wydziału Higieny. Ten ostatni działał tylko przez ok. 10 lat.  
W 1990 roku Instytut został podniesiony do rangi uniwersytetu, a w 1992 roku nadano mu imię Iuliu Hațieganu.

## Źródła
- Historia na stronie uczelni